# Wojna rosyjsko-turecka (1828–1829)

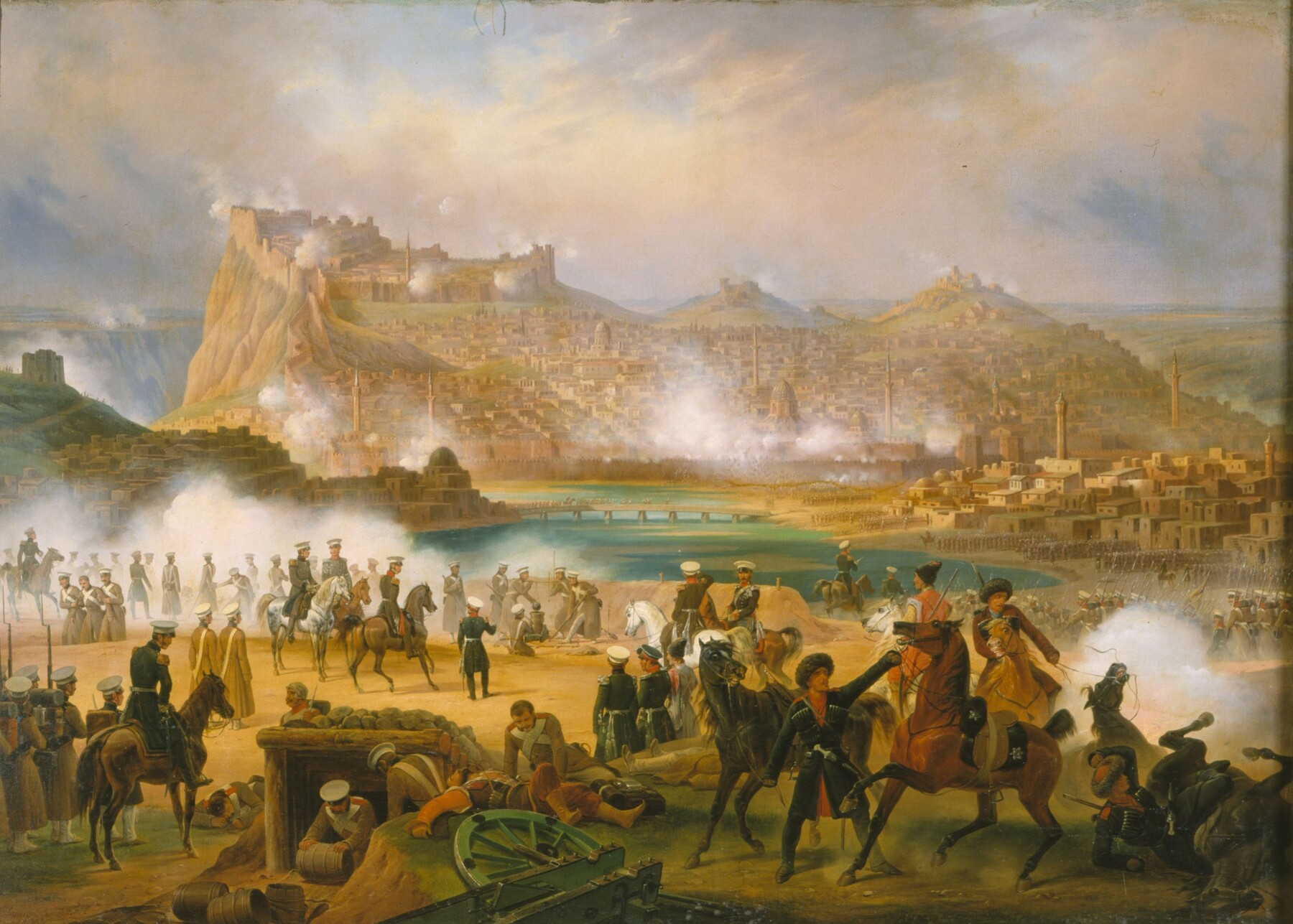
Szturm twierdzy Kars 1828, obraz Januarego Suchodolskiego

Wojna rosyjsko-turecka – wojna między Imperium Rosyjskim a Imperium Osmańskim toczona w latach 1828–1829, zakończona traktatem adrianopolskim.

## Tło konfliktu
Wojna była spowodowana walką europejskich imperiów (Wielkiej Brytanii, Francji, Rosji) o podział Imperium Osmańskiego, które w tym czasie przeżywało ostry kryzys wewnętrzny spowodowany w szczególności wojną narodowowyzwoleńczą narodu greckiego (1821–1829). Wielka Brytania i Francja, bojąc się wzrostu wpływów Rosji na Bałkanach (Grecy zwrócili się o pomoc do Rosji), wystąpiły w 1827 razem z Rosją z pomocą powstańcom greckim. Po wygranej przez zjednoczoną flotę bitwie pod Navarino, sprzeczności między sprzymierzeńcami nasiliły się. 20 października 1827 sułtan Turcji Mahmud II odmówił wykonywania postanowień Konwencji Akermańskiej z 1826 i zaczął nawoływać do „świętej wojny” przeciw Rosji. 

## Przebieg działań
26 kwietnia 1828 Rosja wypowiedziała wojnę Turcji. Rosja skierowała nad Dunaj 95 tys. armię, z zadaniem zajęcia Mołdawii, Wołoszczyzny i Dobrudży i opanowania miejscowości Szumen i Warna. Na czele wojsk rosyjskich stał feldmarszałek Piotr Wittgenstein, który był jednak mocno skrępowany obecnością przy armii cara Mikołaja I. Turcja skierowała do wojny 150 tys. armię pod dowództwem Husejna Paszy. Na Kaukazie 25 tys. Korpus rosyjski pod dowództwem Iwana Paskiewicza miał zadanie zajęcia Karsu (obecnie w Turcji) i Achalcich (obecnie Achalciche w Gruzji). Koncentracja rosyjska przeciwko Turcji dokonana została zbyt późno, dzięki czemu Turcy zyskali możliwość postawienia w stan obrony twierdz naddunajskich. Na przełomie kwietnia i maja wojska rosyjskie zajęły księstwa naddunajskie, a 8 czerwca sforsowały Dunaj pod Isakczi (obecnie Issacea – Rumunia), po czym Wittgenstein rozśrodkował swoje siły w celu blokady twierdz. W związku z opóźnieniem przeprawy przez Dunaj wykluczone zostało (głównie ze względów klimatycznych) zakończenie wojny w ciągu roku. Rosjanie zlekceważyli przeciwnika, który jednak nawet w swej czysto biernej obronie, wymagał zgromadzenia przeciw niemu większych sił. Przez okupację księstw naddunajskich, która pochłonęła połowę rosyjskich wojsk, oblężenie Silistry, Warny, stan liczebny głównych sił uderzeniowych armii rosyjskiej stopniał do zaledwie 30 000 ludzi. Armia rosyjska zrezygnowała w dodatku z inicjatywy i wyruszyła oblegać Szumen, gdzie Turcy mieli dwukrotnie większe siły od niej. Znalazła się przez to w fatalnym położeniu: na obszernym łuku kordonowym w stanie obrony przeciwko zaciętym wycieczkom tureckim, z etapami poprzecinanymi przez zagony świetnej kawalerii tureckiej, wygłodzona i bez paszy dla koni. Do października 1828 nie zyskała nawet pozoru zwycięstwa. Po nadejściu posiłków skupiła większe siły przeciw Warnie, broniącej się z niebywałą zaciętością. Nadeszła wtedy odsiecz turecka pod dowództwem Omera Vrionisa, który pokonał Rosjan pod Hassanlar (obecnie Gecowo pod Razgradem) i Kurtepe (obecnie Wyłczi doł w obwodzie warneńskim). Gdyby nie niedołęstwo dowódcy tureckiego, który nie umiał wykorzystać swoich sukcesów i zatrzymał się w miejscu, gdyby nie zdrada, która niespodziewanie wydała w ręce Rosjan Warnę (11 października), ich porażka byłaby tutaj zupełna. Zdobycie Warny Rosjanie okupili wielkimi stratami. Odwrót wyniszczonej armii rosyjskiej do księstw naddunajskich robił wrażenie odwrotu Wielkiej Armii Napoleona z Rosji. Na Kaukazie Rosjanie zajęli Anapę, Kars, Ardagan, Achalcich, Poti i Bajazit.
W 1829 na czele armii rosyjskiej stanął Iwan Dybicz, nie skrępowany już obecnością przy armii cara Mikołaja. Husejn Pasza został zastąpiony przez Reszyda Paszę. Dybicz okazał się wodzem większej miary od swojego poprzednika, zorganizował właściwe zaopatrzenie żołnierzy, przez co podniósł ich morale. W maju Dybicz otoczył Silistrę, którą zdobył w czerwcu, pomimo że jej garnizon był liczniejszy od oblegających. Gdy dowódca turecki Reszyd Pasza wyszedł w pole i odparty od stanowisk rosyjskich pod Prowadiją, zniszczył w odwrocie oddziały pościgu, a następnie ruszył z Szumen na Kozłudżę (obecnie Suworowo pod Warną) na generała Rotha, Dybicz zdał się na śmiałą decyzję i w 15 000 ludzi ruszył forsownym marszem na pomoc Rothowi, co doprowadziło do zwycięskiej dla Rosjan bitwy pod Kulewczą 11 czerwca 1829 roku. Samo przeprowadzenie bitwy było złe: siły rosyjskie, rozrzucone kordonem po łuku naraziły swą straż przednią na bardzo krwawą porażkę; o wygranej Rosjan zadecydowała bierność Turków, a przede wszystkim panika w ich armii. Przegrana pod Kulewczą zdemoralizowała doszczętnie armię turecką. Dybicz wykorzystał ten moment i po zwycięstwie skierował swoją 35 tys. armię na Bałkany, przeprawił się przez Starą Płaninę, mimo że pod Adrianopolem armia jego stopniała do 16 700 ludzi i 100 dział, zdominował Turków i 20 sierpnia zdobył Adrianopol. Na Kaukazie wojska rosyjskie 9 lipca zajęły Erzurum i podeszły pod Trapezunt. Wyjście wojsk rosyjskich na przedpola Konstantynopola wywołało panikę wśród wojsk tureckich, co doprowadziło do zawarcia pokoju w Adrianopolu.

## Konsekwencje
Pokój w Adrianopolu zawarty 14 września 1829 oddał Rosji całe ujście Dunaju, wybrzeże kaukaskie Morza Czarnego, aż do rejonu – północ Batumi. Turcja potwierdziła autonomię Mołdawii, Wołoszczyzny i Serbii oraz zobowiązała się uznać niepodległość Grecji.